# 富锦镇
富锦镇，是中华人民共和国黑龙江省佳木斯市富锦市下辖的一个镇。
2017年12月28日，黑龙江省民政厅批复同意撤销富锦市城关街道办事处设立富锦镇，镇政府驻锦兴村。

## 行政区划
富锦镇下辖以下地区：
红光村、红星村、锦兴村、富华村、东郊村、西郊村、临城村、林场村、嘎尔当村、兴农村、上街基村、城东村、一砖村和二砖村。